# Saint-Vincent-de-Barrès
Saint-Vincent-de-Barrès – miejscowość i gmina we Francji, w regionie Owernia-Rodan-Alpy, w departamencie Ardèche.
Według danych na rok 1990 gminę zamieszkiwały 524 osoby, a gęstość zaludnienia wynosiła 27 osób/km² (wśród 2880 gmin regionu Rodan-Alpy Saint-Vincent-de-Barrès plasuje się na 1125. miejscu pod względem liczby ludności, natomiast pod względem powierzchni na miejscu 527.).